# Laserphaco
Laserphaco és una sonda que té una fibra làser que dissol les cataractes. Aquest dispositiu mèdic va ser creat l'any 1981 per la doctora estatunidenca Patricia Bath, que el va patentar el 1988, la qual cosa la convertia en la primera metgessa afroamericana a rebre un patent per a un propòsit mèdic.

## Utilització
La sonda Laserphaco s'insereix mitjançant una mínima incisió d'1 mm a l'ull que s'ha d'operar, té uns tubs per a la irrigació i aspiració que destrueixen la cataracta en pocs minuts, i finalment permet la fàcil inserció d'un nou cristal·lí. S'utilitza a nivell internacional per al tractament d'aquesta malaltia.
Bath ha continuat millorant el dispositiu i ha restaurat amb èxit la visió a persones que no havien pogut veure-hi durant dècades. Tres de les quatre patents de Bath es refereixen a la sonda Laserphaco. El 2000 se li va concedir una patent per a un mètode que havia ideat per a l'ús de tecnologia d'ultrasons per al tractament de les cataractes.